# Nakkeskjæret
 (février 2022).
Si vous disposez d'ouvrages ou d'articles de référence ou si vous connaissez des sites web de qualité traitant du thème abordé ici, merci de compléter l'article en donnant les références utiles à sa vérifiabilité et en les liant à la section « Notes et références ».
Nakkeskjæret est une petite île de Norvège située dans la commune de Sør-Varanger dans la mer de Barents. 

## Géographie
Elle se situe à l'est de l'embouchure du Jarfjorden.